# فرديناند كولومبوس
فرديناند كولومبوس ((بالإسبانية: Fernando Colón)‏، (بالبرتغالية Fernando Colombo)، (بالإيطالية: Fernando Colombo)‏) وهو مؤرخ وعالم فلك إسباني، وهو الابن الثاني للمكتشف كريستوفر كولومبوس، وكانت أمه Beatriz Enriquez de Arana مرافقة لكربستوفر، ولم تكن زوجته.
ولد فرديناند كولومبوس في قرطبة في إسبانيا وأمضى السنوات الأولى من عمره هناك.
رافق فرديناند والده في الرحلة الاستكشافية الرابعة إلى العالم الجديد.

## اقرأ أيضاً
- كريستوفر كولومبوس

## روابط خارجية
- فرديناند كولومبوس على موقع الموسوعة البريطانية (الإنجليزية)